# 地券
地券（ちけん）とは、明治初期に土地の所有権を示すために明治政府が発行した証券のこと。

## 概要
明治4年12月27日（1872年2月5日）に東京府下の市街地に対して地券を発行し、発行にあたって従来無税であった都市の市街地に対しても地価100分の1の新税（沽券税）が課せられることになり、徐々に東京以外の都市部でも発行された。続いて明治5年2月15日（1872年3月23日）の田畑永代売買禁止令の廃止に伴い、これまで貢租の対象とされていきた郡村の土地を売買譲渡する際にも地券が交付されることとなった。こちらは従来の貢租を引き続き納めることとされた。当初、地券は取引の都度発行するという方式であったが、この方法では全国の土地の状況を短期間に把握することは不可能であったため、同年7月4日（同年8月5日）に大蔵省達第83号を発し、都度の地券発行を改め、人民所有のすべての土地に地券を発行する地券の全国一般発行とした。この結果、上記の規定に該当しない全ての所有地に対しても、地券が交付されることになった。これを壬申地券（じんしんちけん）という。
制度導入時における、地券作成の法的根拠は都市部においては沽券帳(水帳)、農地については検地帳である。壬申地券は交付の申請に対し、持ち主・反別・所在などを検地帳等と照合して作成された。田畑では検地帳から地券への転記に際して紛争は少なかったが、村共有の林野・入会地では他の村までもがしばしば紛争当事者となった上、公有地地券から進んで官民有区分となる過程で国家による巨大な民有地収奪が行われた。
地券の発行は、旧来の町名主や庄屋を取り込んだ戸長役場においてなされ、割印を押した一通を所有者本人に渡し、役場で控えを「元帳」に綴じ込み保管した。この元帳を地券大帳といい、毎年その写しを大蔵省に提出させることとした。この、地券大帳が後の土地台帳の基礎となる。
続いて明治6年（1873年）7月28日に地租改正条例が発布されるとともに、地券制度にも改正が加えられ、壬申地券に代わって一筆の地に一枚ずつ交付される全国共通の地券に変更され、地租改正条例で定められた地価100分の3（1877年以後100分の2.5）の新税（地租）が課せられた（地租改正）。これ以後の地券を改正地券（かいせいちけん）という。
地券における土地の処分性が、明治7年1月29日の太政官指令に記されている。ここには近代的・封建的側面をそれぞれ指摘できる。前者においては非戸主の私的自治を認めて、その非戸主が私財をはたいて買い受けた土地や元から所有していた土地はその非戸主が自由に取引してよいとした。後者においては家制度を維持するため、非戸主の土地取引には戸主の連印を要求し、もって家族の土地取引を拒否する権限を戸主に与えた。また、土地の譲渡においては、地券を書き換えるべきものとされていたところ、明治12年（1879年）2月、これに替え裏書移転となったが、翌明治13年（1880年）11月土地売買譲渡規則の制定により、所有権移転は戸長役場の公証手続によっておこなわれることになったため、地券の裏書は納税義務の移転のみを示すものとなったなど、制度上複雑なものとなっていた。また、戸長による公証制により、二重登記・虚偽登記といった問題が頻発した。
このため、公証制度の整備（公証人規則制定）や登記法の実施（明治19年（1886年）8月13日公布、翌年2月1日施行）によって近代的登記制度が公法的に導入され、地券は、法的な意味合いを失い、明治22年（1889年）3月22日の土地台帳規則制定とともに廃止された。
なお、安政条約後に外国人居留地において各国領事が外国人居留者に永代借地権を公証するために出した“Title Deed”も「（居留地）地券」と称されている。